# I Shall Be Released
I Shall Be Released är en låt skriven av Bob Dylan. Den skrevs 1967 och lanserades först av The Band på albumet Music from Big Pink 1968. Den var också b-sida till singeln "The Weight". Låten hade dock redan 1967 spelats in av The Band tillsammans med Dylan, denna version kom dock inte med på det senare utgivna albumet The Basement Tapes 1975. Dylan spelade in en ny version av låten 1971 som släpptes på albumet Bob Dylan's Greatest Hits, Vol. 2, och det var den första versionen av Dylan som blev tillgänglig i skivhandeln. Låten framfördes även på The Bands avskedskonsert, The Last Waltz.
Denna låt har spelats in av en mängd artister såsom Joe Cocker, Joan Baez, The Youngbloods, The Box Tops, The Byrds, The Hollies, Miriam Makeba, och Rick Nelson.